# Copa de la Reina de Balonmano 2022-23
La Copa de la Reina de Balonmano 2022-2023 fue la cuadragésimo cuarta edición de esta competición española, ganada por el Super Amara Bera Bera.
Celebrada entre el 14 de octubre de 2022 y el 23 de abril de 2023, día que se jugó la final en el Palacio de los Deportes José María Martín Carpena de Málaga, donde se celebró íntegra la fase final.
Se celebró en tres fases: la primera la jugaron 8 equipos de División de Honor Oro y 4 equipos de la Liga Guerreras Iberdrola, en eliminatoria a partido único. La segunda fase la jugaron los 6 equipos clasificados de la primera ronda y los 4 restantes de la División de Honor que no jugaron en la fase anterior por quedar clasificados en la temporada anterior en competición europea. Los dos únicos equipos exentos de estas dos fases son el Málaga Costa del Sol, por ser anfitrión de la competición y el Bera Bera, por ser campeón de liga 2021-2022. La segunda plaza debería ser para el campeón de Copa de S.M. La Reina el año anterior, pero al coincidir este con el organizador (el Málaga Costa del Sol) clasifica directamente el campeón de liga de la temporada anterior.
El equipo ganador se embolsará 5.800€ y el segundo clasificado recibirá 4.800€. Los equipos que pasen de la primera ronda recibirán 1.800€ y los que lleguen a semifinales recibirán 3.300€.

## Imagen del torneo
El logotipo, la imagen del torneo y el cartel de la edición XLIV de la Copa de SM La Reina ha corrido a cargo del Grupo Raíz Digital y se presentó en Diputación de Málaga con la presencia de los patrocinadores principales (Junta de Andalucía, Diputación de Málaga, Málaga Deporte y Eventos y Ayuntamiento de Málaga) así como del presidente de la Federación Española de Balonmano, Francisco Blázquez.
El logotipo representa a la linterna de La Farola, único faro peninsular con nombre femenino y que es una de las imágenes más compartidas en redes sociales de la ciudad de Málaga. La lucernaria del monumento malagueño tiene más de 200 años, es la antigua, de bronce, hecha a mano.
Los colores usados son los colores que más aparecen en las fotografías de la ciudad: "Azul pechá" representa la noche malagueña, el "azul virguería" representa el color del mar, el "naranja terral" representa el color de los atardeceres locales, el "naranja campero" el color de los ladrillos de muchos de los edificios de la ciudad y el "blanco biznaga" usa el color de uno de los elementos más representativos de la ciudad, la biznaga.

## Competición
La competición la jugaron los 12 equipos de la División de Honor y los 8 mejores clasificados de la División de Honor Oro.

### Primera fase
En la primera fase participaron, desde la División de Honor Oro, los equipos Elda Prestigio, Cicar Lanzarote Ciudad de Arrecife, Cicar Lanzarote Zonzamas, Balonmano Santa Cruz de Tenerife, Soliss Pozuelo de Calatrava, Handbol Sant Quirze, Vinos Doña Berenguela Bolaños y el Balonmano Morvedre, además de 4 equipos de la División de Honor, los recién ascendidos Gurpea Beti-Onak Azparren Gestión y Grafometal Sporting La Rioja. así como los que peor clasificación tuvieron en la temporada anterior Zubileta Evolution Zuazo y Conservas Orbe Rubensa Porriño.

### Resultados
| Fecha                 | Local                              | Resultado | Visitante                         | Pabellón                                    |
| --------------------- | ---------------------------------- | --------- | --------------------------------- | ------------------------------------------- |
| 15 de octubre de 2022 | Elda Prestigio                     | 20-29     | Gurpea Beti-Onak Azparren Gestión | Pabellón Ciudad de Elda - Florentino Ibáñez |
| 15 de octubre de 2022 | Cicar Lanzarote Ciudad de Arrecife | 22-29     | Zubileta Evolution Zuazo          | Pabellón Municipal de Titerroy              |
| 15 de octubre de 2022 | Cicar Lanzarote Zonzamas           | 15-30     | Conservas Orbe Rubensa Porriño    | Pabellón Municipal San Bartolomé            |
| 15 de octubre de 2022 | Balonmano Santa Cruz de Tenerife   | 23-22     | Handbol Sant Quirze               | Pabellón Municipal La Salud                 |
| 15 de octubre de 2022 | Soliss Pozuelo de Calatrava        | 23-25     | Grafometal Sporting La Rioja      | Pabellón Las Espartanas                     |
| 15 de octubre de 2022 | Vinos Doña Berenguela Bolaños      | 25-32     | Balonmano Morvedre                | Pabellón Macarena Aguilar                   |

El Elda Prestigio no pudo hacer nada contra el Beti-Onak en el primer partido de la eliminatoria. Al descanso ya mandaban 6-13 las navarras en el marcador fruto de las imprecisiones del equipo alicantino. Además, un ataque coral por parte del Beti-Onak con goles de casi todas sus jugadoras llevaron al 20-29 del resultado final.
Por su parte, el Ciudad de Arrecife perdía contra el Zuazo no sin antes plantar cara su derrota, que se decidió en los últimos 10 minutos del encuentro donde las isleñas se desfondaron y permitieron respirar tranquilas a las zuotarras con un parcial de 3 a 6 que pusieron el 22-29 en el marcador final.
No hubo, sin embargo, más color que el rojo de Porriño en la eliminatoria contra el Zonzamas ya que el equipo gallego se llevó el partido con un contundente 15 a 30.
Las saguntinas del Balonmano Morvedre se impusieron al Bolaños por 25 a 32 para avanzar a la segunda fase lideradas, una vez más, por la internacional española Shandy Barbosa que decidió en el último cuarto del partido el resultado a favor de las visitantes.
Sin embargo, el partido más reñido de la primera fase fue el que enfrentó al Soliss Pozuelo de Calatrava contra el Grafometal Sporting La Rioja donde el equipo riojano sufrió para imponerse a las espartanas de División de Honor Oro en un duro partido que se dirimió en la prórroga.

## Segunda fase
La segunda fase se sorteó el  19 de octubre y se jugó de nuevo a partido único entre el 28 y el 29 de enero de 2022. A los clasificados en la eliminatoria anterior (Beti-Onak, Zuazo, Porriño, Santa Cruz de Tenerife, Sporting La Rioja y Morvedre) se unieron los 6 equipos de división de Honor que no jugaron la fase anterior (atticgo Elche, Rocasa Gran Canaria, Atlético Guardés, Aula Valladolid, Granollers y Gijón)
En un fin de semana de partidos de infarto, donde la mayoría de ellos se resolvieron por la mínima e incluso dos vivieron una prórroga, el cuadro final se completó con el Rocasa Gran Canaria, Grafometal Sporting La Rioja, KH7-Granollers, atticgo Elche, Balonmano La Calzada y Atlético Guardés.
El todopoderoso Rocasa Gran Canaria ganó por la mínima, 25 a 26, al Beti-Onak en un partido casi perfecto del equipo navarro. El Grafometal Sporting La Rioja superó al Aula Cultural de Valladolid por 35 a 34 en los penaltis en un encuentro donde la máxima fue la igualdad en el juego y en el marcador. El Granollers se impuso 26 a 27 a uno de los equipos de División de Honor Oro, el Balonmano Morvedre, que vendió cara su eliminación y alargó el partido hasta el tiempo extra. El atticgo Elche se impuso por 20 a 22 a domicilio, en casa del Porriño, en un partido que se dilucidó en los minutos finales. Las guardesas del Mecalia Atlético Guardés se impusieron a las tinerfeñas del Salud en el partido más claro de toda la eliminatoria por 23 a 28 y el balonmano La Calzada se impuso por 23 a 26 a las zuazotarras del Zubileta Zuazo.

### Resultados
| XLIV Copa de la Reina; 28 de enero de 2023 17:45 (CET) | Conservas Orbe Rubensa Porriño | 20–22   | atticgo Elche | Pabellón Municipal de Porriño, Porriño                      |                                                             |
|                                                        |                                | Reporte |               | Árbitro(s): José Carlos Friera Cavada, Andrés Rosendo López | Árbitro(s): José Carlos Friera Cavada, Andrés Rosendo López |

| XLIV Copa de la Reina; 28 de enero de 2023 18:00 (CET) | Gurpea Beti-Onak Azparren Gestión | 25–26   | Rocasa Gran Canaria | Pabellón Hermanos Indurain, Villava                                                      |                                                                                          |
|                                                        |                                   | Reporte |                     | Asistencia: 900 espectadores Árbitro(s): Miquel Florenza Virgili y Jordi Asusas Busquets | Asistencia: 900 espectadores Árbitro(s): Miquel Florenza Virgili y Jordi Asusas Busquets |

| XLIV Copa de la Reina; 28 de enero de 2023 20:30 (CET) | Balonmano Santa Cruz de Tenerife | 23–28   | Mecalia Atlético Guardés | Pabellón Municipal La Salud, Santa Cruz de Tenerife |                                                     |
|                                                        |                                  | Reporte |                          | Árbitro(s): Víctor Navarro Árbitra: Fernanda Espino | Árbitro(s): Víctor Navarro Árbitra: Fernanda Espino |

| XLIV Copa de la Reina; 28 de enero de 2023 19:30 (CET) | Grafometal Sporting La Rioja | 23–23 (28–28 t. s.)(35–34 p.)(Global 35–34) | Caja Rural Aula Valladolid | Palacio de los Deportes de La Rioja, Logroño            |                                                         |
|                                                        |                              | Reporte                                     |                            | Árbitro(s): Alejandro Hoz Fernández, Axel Riloba Pereda | Árbitro(s): Alejandro Hoz Fernández, Axel Riloba Pereda |
|                                                        |                              | Tiros desde el punto penal                  |                            |                                                         |                                                         |
|                                                        | 7                            |                                             | 6                          |                                                         |                                                         |

| XLIV Copa de la Reina; 28 de enero de 2023 19:30 (CET) | Balonmano Morvedre | 23–23 (26–27 t. s.) | KH7 Granollers | Pabellón René Marigil, Sagunto                                     |                                                                    |
|                                                        |                    | Reporte             |                | Árbitro(s): José Manuel Iniesta Castillo, Alberto García Rodríguez | Árbitro(s): José Manuel Iniesta Castillo, Alberto García Rodríguez |

| XLIV Copa de la Reina; 28 de enero de 2023 19:30 (CET) | Zubileta Evolution Zuazo | 23–26   | motive.co Gijón | Polideportivo Lasesarre, Baracaldo |  |
|                                                        |                          | Reporte |                 |                                    |  |

## Fase final
En la fase final les esperaban el Club Balonmano Femenino Málaga Costa del Sol como equipo anfitrión del torneo (además de campeonas de la Copa de la Reina 2022) y el Balonmano Bera Bera como campeonas de Liga de la temporada anterior. El cuadro se completó con los equipos del motive.co Gijón, KH7 Granollers, Grafometal Sporting La Rioja, Mecalia Atlético Guardés, Rocasa Gran Canaria y el atticgo Elche, clasificados en la segunda eliminatoria.
El sorteo se realizó el jueves 23 de febrero de 2023 en el patio de banderas del Ayuntamiento de Málaga. Los emparejamientos directos fueron: Gijón contra Guardés y Granollers contra La Rioja. Quedaban dos huecos: los partidos ante Rocasa y ante Elche. El entrenador del Costa del Sol Málaga, Suso Gallardo, era el encargado de elegir contra quién quería jugar en cuartos de final. El preparador malacitano eligió enfrentarse en cuartos al Rocasa Gran Canaria por lo que el Elche se las vio contra el bera bera.
En un fin de semana de fiesta del balonmano femenino español el ganador fue el Super Amara Bera Bera que dominó la competición de principio a fin.

### Cuartos de final
El comité de competición de la RFEBM anunció los horarios el 17 de marzo, quedando los horarios de los partidos de la primera fase de la siguiente manera:
| XLIV Copa de la Reina; 21 de abril de 2023 | motive.co Gijón | 20-27   | Mecalia Atlético Guardés | Martín Carpena, Málaga | |
| 13:00 (CET)                                |                 | Reporte |                          | Asistencia: 2000 espectadores · Árbitro(s): José Manuel Iniesta Castillo y Alberto García Rodríguez · Jugador del partido: María Sancha | Asistencia: 2000 espectadores · Árbitro(s): José Manuel Iniesta Castillo y Alberto García Rodríguez · Jugador del partido: María Sancha |

| XLIV Copa de la Reina; 21 de abril de 2023 | KH-7 Granollers | 24-23   | Grafometal La Rioja | Martín Carpena, Málaga                                                                                | |
| 15:30 (CET)                                |                 | Reporte |                     | Árbitro(s): Víctor Navarro Baquero · Árbitra: Fernanda Espino Guerra · Jugador del partido: Ona Vegué | Árbitro(s): Víctor Navarro Baquero · Árbitra: Fernanda Espino Guerra · Jugador del partido: Ona Vegué |

| XLIV Copa de la Reina; 21 de abril de 2023 | Super amara Bera Bera | 36-24   | atticgo Bm Elche | Martín Carpena, Málaga                                                                           |                                                                                                  |
| 18:00 (CET)                                |                       | Reporte |                  | Árbitro(s): José Alberto Macías de Paz y Ernesto Ruiz Vergara · Jugador del partido: Paula Arcos | Árbitro(s): José Alberto Macías de Paz y Ernesto Ruiz Vergara · Jugador del partido: Paula Arcos |

| XLIV Copa de la Reina; 21 de abril de 2023 | Costa del Sol Málaga | 34-32 (28-28 t. s.) | Rocasa Gran Canaria | Martín Carpena, Málaga                                                                       |                                                                                              |
| 20:30 (CET)                                |                      | Reporte             |                     | Árbitro(s): Oriol Álvarez Boixaderas y Raúl Escoda Pérez · Jugador del partido: Estela Doiro | Árbitro(s): Oriol Álvarez Boixaderas y Raúl Escoda Pérez · Jugador del partido: Estela Doiro |

### Semifinales
Tras la disputa de los cuartos de final, los cuatro equipos clasificados se enfrentaron de la siguiente manera, según el cuadro del sorteo.
| XLIV Copa de la Reina; 22 de abril de 2023 | Costa del Sol Málaga | 20-27   | KH-7 Bm Granollers | Martín Carpena, Málaga | |
| 18:00 (CET)                                |                      | Reporte |                    | Asistencia: 2850 espectadores · Árbitro(s): Raúl Oyarzun Aylagas y Aritz Zaragueta Ruiz · Jugador del partido: Nicole Wiggins | Asistencia: 2850 espectadores · Árbitro(s): Raúl Oyarzun Aylagas y Aritz Zaragueta Ruiz · Jugador del partido: Nicole Wiggins |

| XLIV Copa de la Reina; 22 de abril de 2023 | Super Amara Bera Bera | 25-23   | Mecalia Atlético Guardés | Martín Carpena, Málaga | |
| 21:00 (CET)                                |                       | Reporte |                          | Asistencia: 850 espectadores · Árbitro(s): Miquel Florenza Virgili y Jordi Ausas Busquets · Jugador del partido: Paula Arcos | Asistencia: 850 espectadores · Árbitro(s): Miquel Florenza Virgili y Jordi Ausas Busquets · Jugador del partido: Paula Arcos |

### Final
| XLIV Copa de la Reina; 23 de abril de 2023 | Super Amara Bera Bera | 31-25   | KH-7 Bm Granollers | Martín Carpena, Málaga | |
| 19:00 (CET)                                |                       | Reporte |                    | Asistencia: 850 espectadores · Árbitro(s): Miquel Florenza Virgili y Jordi Ausas Busquets · Jugador del partido: Alice Fernandes Da Silva | Asistencia: 850 espectadores · Árbitro(s): Miquel Florenza Virgili y Jordi Ausas Busquets · Jugador del partido: Alice Fernandes Da Silva |

### Cuadro de competición
|  | Cuartos de final         | Cuartos de final    |                          |                       | Semifinales         | Semifinales         |  |                       | Final               | Final               |  |
|  | 21 de abril de 2023      | 21 de abril de 2023 |                          |                       | 22 de abril de 2023 | 22 de abril de 2023 |  |                       | 23 de abril de 2023 | 23 de abril de 2023 |  |
|  |                          |                     |                          |                       |                     |                     |  |                       |                     |                     |  |
|  |                          |                     |                          |                       |                     |                     |  |                       |                     |                     |  |
|  | Super Amara Bera Bera    | 36                  |                          |                       |                     |                     |  |                       |                     |                     |  |
|  | Super Amara Bera Bera    | 36                  |                          |                       |                     |                     |  |                       |                     |                     |  |
|  | attigo.co Bm Elche       | 24                  |                          |                       |                     |                     |  |                       |                     |                     |  |
|  | attigo.co Bm Elche       | 24                  |                          | Super Amara Bera Bera | 25                  |                     |  |                       |                     |                     |  |
|  |                          |                     |                          | Super Amara Bera Bera | 25                  |                     |  |                       |                     |                     |  |
|  |                          |                     | Mecalia Atlético Guardés | 23                    |                     |                     |  |                       |                     |                     |  |
|  | motive.co Gijón          | 20                  | Mecalia Atlético Guardés | 23                    |                     |                     |  |                       |                     |                     |  |
|  | motive.co Gijón          | 20                  |                          |                       |                     |                     |  |                       |                     |                     |  |
|  | Mecalia Atlético Guardés | 27                  |                          |                       |                     |                     |  |                       |                     |                     |  |
|  | Mecalia Atlético Guardés | 27                  |                          |                       |                     |                     |  | Super Amara bera bera | 31                  |                     |  |
|  |                          |                     |                          |                       |                     |                     |  | Super Amara bera bera | 31                  |                     |  |
|  |                          |                     | KH-7 Bm Granollers       | 25                    |                     |                     |  |                       |                     |                     |  |
|  | KH7 Bm. Granollers       | 24                  | KH-7 Bm Granollers       | 25                    |                     |                     |  |                       |                     |                     |  |
|  | KH7 Bm. Granollers       | 24                  |                          |                       |                     |                     |  |                       |                     |                     |  |
|  | Grafometal La Rioja      | 23                  |                          |                       |                     |                     |  |                       |                     |                     |  |
|  | Grafometal La Rioja      | 23                  |                          | KH-7 Bm Granollers    | 27                  |                     |  |                       |                     |                     |  |
|  |                          |                     |                          | KH-7 Bm Granollers    | 27                  |                     |  |                       |                     |                     |  |
|  |                          |                     | Málaga Costa del Sol     | 20                    |                     |                     |  |                       |                     |                     |  |
|  | Costa del Sol Málaga     | 34                  | Málaga Costa del Sol     | 20                    |                     |                     |  |                       |                     |                     |  |
|  | Costa del Sol Málaga     | 34                  |                          |                       |                     |                     |  |                       |                     |                     |  |
|  | Rocasa Gran Canaria      | 32                  |                          |                       |                     |                     |  |                       |                     |                     |  |
|  | Rocasa Gran Canaria      | 32                  |                          |                       |                     |                     |  |                       |                     |                     |  |
|  |                          |                     |                          |                       |                     |                     |  |                       |                     |                     |  |

## Premios individuales
- Máxima goleadora: Ona Vegué i Pena (KH-7 Bm Granollers) con 26 goles[22] (8,67 de media)
- Siete ideal:[23]
  - Portera: Nicole Wiggins (KH-7 Bm Granollers)
  - Extremo derecho: Ana González (KH-7 Bm Granollers)
  - Extremo izquierdo: Ona Vegue (KH-7 Bm Granollers)
  - Pivote: Rocío Campigli (Málaga Costa del Sol)
  - Lateral Derecho: María Sancha (Mecalia Atlético Guardés)
  - Lateral Izquierdo: Mariane Fernandes (Super Amara Bera Bera)
  - Centra: Silvia Arderius (Málaga Costa del Sol)